# Korsaż

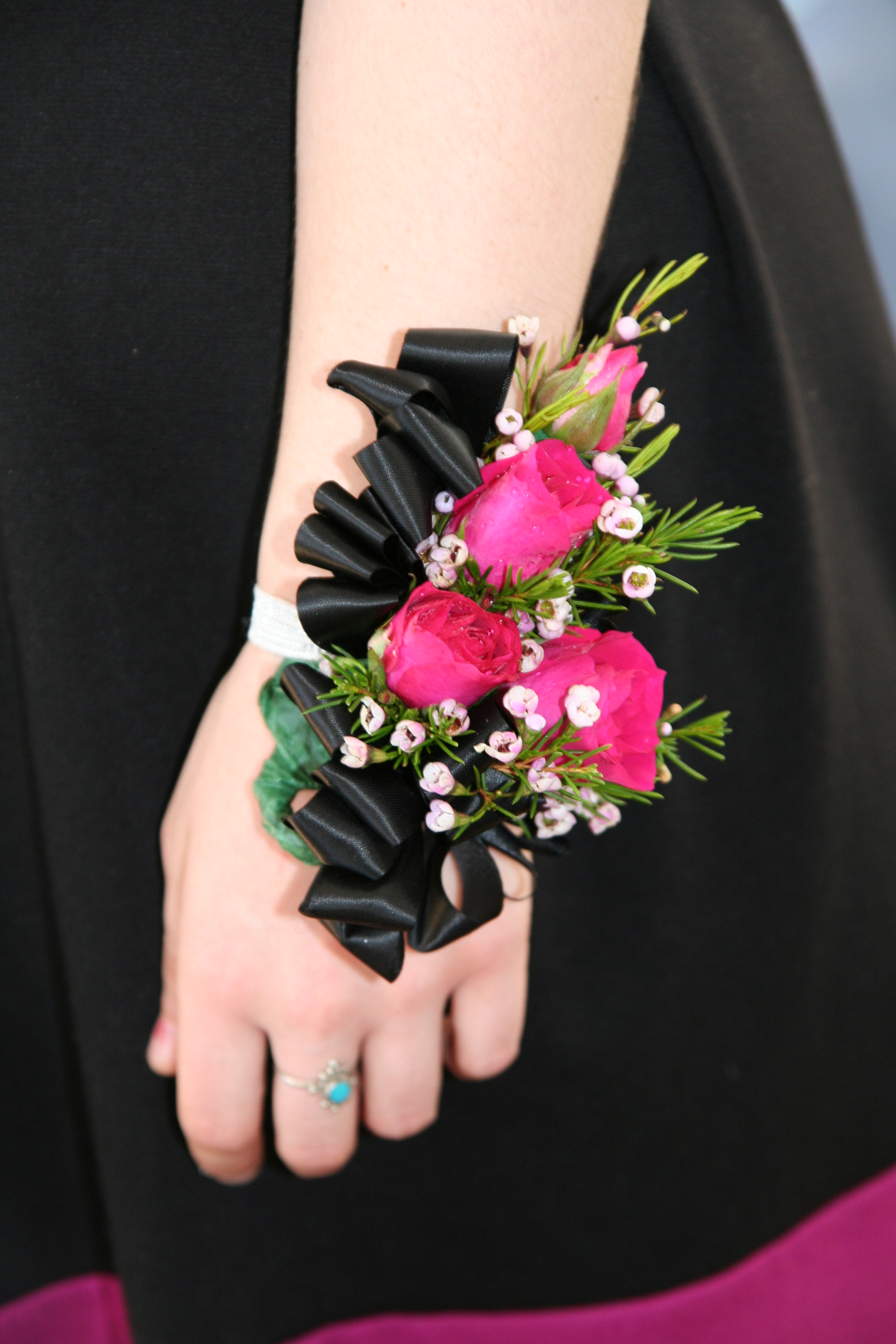
Korsaż na nadgarstku

Korsaż (z ang. corsage) – mały ozdobny bukiet z kwiatów umieszczany na nadgarstku, w okolicach dekoltu sukni ślubnej bądź też wpięty we włosy.